# Dwight Hooker
Dwight Hooker (Albany, 22 giugno 1928 – Michigan, 3 gennaio 2015) è stato un fotografo e architetto statunitense.
Era meglio conosciuto come fotografo per la rivista Playboy ed è stato descritto come uno dei maestri del "sensuale e dell'erotico", insieme ai fotografi Helmut Newton e J. Frederick Smith. Una delle sue fotografie è diventata la base di Lenna, l'immagine di prova standard per gli algoritmi di elaborazione delle immagini (come la compressione e il denoising) e le relative pubblicazioni scientifiche.

## Carriera
Hooker ha realizzato il paginone centrale, ritraente Lena Söderberg, del numero del novembre 1972 di Playboy, che, con 7 161 561 copie vendute, è stata l'edizione più venduta di sempre. Un'immagine ritagliata da quella grafica, nota come Lenna, è diventata l'immagine di prova standard per gli algoritmi di elaborazione delle immagini (come la compressione e il denoising) e le relative pubblicazioni scientifiche.
Hooker ha ideato e fornito le fotografie per la campagna commerciale "What sort of a man reads Playboy?" (cioè "Che tipo di uomo legge Playboy?"), divenuta un esempio di segmentazione sociodemografica per le campagne pubblicitarie. Presentava giovani uomini, istruiti e urbani che avevano i soldi e non erano contrari nello spenderli e prendevano il piacere come un dovere. La campagna, con il suo utilizzo di uomini e donne svestiti, è stata giudicata dalla Corte Suprema degli Stati Uniti "non oscena", anche se la decisione della corte suprema l'ha definita "offensiva".
Altre pietre miliari nella carriera di Hooker includono fotografie delle gemelle Madeleine e Mary Collinson (le prime gemelle Playmate su Playboy, per copertina e paginone centrale del numero di ottobre 1970), Marilyn Cole (la prima Playmate a posare per una copertina centrale completamente nuda e la prima britannica a detenere il titolo di Playmate dell'anno), Jayne Marie Mansfield (figlia di Jayne Mansfield), Candy Loving (la Playmate del 25º anniversario), Monica Tidwell (la prima Playmate ad essere più giovane di Playboy), Nancy Cameron (la Playmate del 20º anniversario e l'unica Playmate ad avere una piega centrale fronte e retro a doppia faccia), Marilyn Lange (sia Playmate del mese che dell'anno rispettivamente per i numeri di maggio 1974 e giugno 1975) e Jill De Vries (la prima Playmate con paginone centrale autografato). Ha anche fotografato la coniglietta di Playmate e Playboy Barbi Benton (attrice e cantante che era la fidanzata di Hugh Hefner) e l'attore vincitore di Emmy e Golden Globe Alan Alda.
Hooker ha fatto da mentore ad altri fotografi di Playboy tra cui Stephen Wayda. Ha scattato la copertina della prima edizione tascabile del "Playboy's Book of Forbidden Words" (1974), con la modella Mercy Rooney. Si dice che abbia ottenuto il numero record di rifiuti per un fotografo di Playboy quando Hugh Hefner, l'editore, ha rifiutato 500 fotografie da lui realizzate per un paginone centrale.

## Vita privata
Hooker si è ritirato dalla carriera di fotografo per Playboy per lavorare come architetto a Sundance, Utah. Era un frequentatore abituale del Sundance Film Festival.
Hooker è morto nel Michigan il 3 gennaio 2015, all'età di 86 anni.

## Lavoro perPlayboy

### Paginoni centraliPlayboy
- Shay Knuth: settembre 1969
- Jennifer Liano : maggio 1970
- Mary e Madeleine Collinson : ottobre 1970
- Avis Miller : novembre 1970
- Carol Imhof : dicembre 1970
- Crystal Smith : settembre 1971
- Danielle de Vabre : novembre 1971
- Ellen Michaels : marzo 1972
- Deanna Baker : maggio 1972
- Lenna Sjööblom (conosciuta anche come Lena Söderberg): novembre 1972 (Playmate del mese)
- Marilyn Cole : giugno 1973 (Playmate dell'anno, con Richard Fegley, Larry Dale Gordon e Alexas Urba)
- Monica Tidwell : novembre 1973
- Nancy Cameron : gennaio 1974
- Marilyn Lange : maggio 1974
- Jeane Manson : Agosto 1974
- Marilyn Lange : giugno 1975 (Playmate dell'anno)
- Lillian Müller : agosto 1975
- Jill De Vries : ottobre 1975
- Laura Lyons : febbraio 1976
- Kathryn Morrison : maggio 1978
- Candy Loving : gennaio 1979
- Louann Fernald : giugno 1979

### Copertine diPlayboy
- Barbi Benton : luglio 1969
- Shay Knuth : settembre 1969
- Jean Bell, Lorrie Menconi, Kathy MacDonald, Shay Knuth, Leslie Bianchini : gennaio 1970 (con Don Klumpp, Bill Figge, David Chan, Mario Casilli)
- Jaime Lyn Bauer : febbraio 1970
- Barbi Benton : marzo 1970
- Phyllis Babila : maggio 1970
- Mary e Madeleine Collinson : ottobre 1970
- Crystal Smith : novembre 1970
- Mary e Madeleine Collinson, Jennifer Liano, Debbie Ellison, Sharon Clark : gennaio 1971 (con Pompeo Posar, Bill Figge e Edward DeLong)
- Christy Miller : agosto 1971
- Crystal Smith : settembre 1971
- Debbie Hanlon : novembre 1971
- Rosie Holotik : aprile 1972
- Crystal Smith : settembre 1972
- Mercy Rooney : marzo 1973
- Marilyn Cole : giugno 1973
- Karen Christy : febbraio 1974
- Ester Cordet, Bebe Buell, Marilyn Lange, Francine Parks, Nancy Cameron e Kristine Hanson : gennaio 1975 (con Richard Fegley, Mario Casilli, David Chan)
- Marilyn Lange : giugno 1975
- Jill De Vries : febbraio 1976
- Lisa Sohm : aprile 1977

### Playmate pictorial
- Shay Knuth : settembre 1969
- Jennifer Liano : maggio 1970
- Madeleine Collinson e Mary Collinson : ottobre 1970
- Avis Miller : novembre 1970
- Carol Imhof : dicembre 1970
- Crystal Smith : settembre 1971
- Ellen Michaels : marzo 1972
- Lenna Sjööblom : novembre 1972
- Monica Tidwell : novembre 1973 (con Bill Frantz)
- Nancy Cameron : gennaio 1974
- Marilyn Lange : maggio 1974
- Jeane Manson : Agosto 1974
- Lillian Müller : agosto 1975 (con Suze Randall)
- Jill De Vries : ottobre 1975
- Laura Lyons : febbraio 1976 (con Mario Casilli)
- Kathryn Morrison : maggio 1978 (con Phillip Dixon)
- Candy Loving : gennaio 1979
- Louann Fernald : giugno 1979

## Libri

### Serie Christina
Una serie di libri sull'ereditiera immaginaria Christina van Bell è stata scritta da "Blakely St. James", uno pseudonimo di più autori tra cui Robin Leonard, Charles Platt, Ted Gottfried, William E Butterworth e Hart Williams. Hooker ha fornito le fotografie utilizzate sulle copertine anteriore e posteriore. Il modello per tutti i libri è Jill De Vries.
- Christina's Quest, Playboy Press, 1976, ISBN 0-87216-885-9
- Christina's Desire, Playboy Press, 1978
- Christina's Rapture, Playboy Press, 1978
- Christina's Ecstasy, Playboy Paperbacks, 1980, ISBN 0-86721-018-4
- Christina's Sins, Playboy Press, 1980, ISBN 0-87216-729-1
- Christina Enchanted, 1980
- Christina's Promise, 1980
- A Kiss for Christina, Playboy Press, 1981
- Christina's Escape, Playboy Paperbacks, 1981, ISBN 0-87216-820-4
- Christina's Obsession, Playboy Paperbacks, 1981, ISBN 0-87216-853-0
- Christina in Love, Playboy Paperbacks, 1981, ISBN 0-87216-925-1
- Christina's Bliss, Playboy Paperbacks, 1981
- Christina's Hunger, 1981
- Christina's Delight, 1982
- Christina's Awakening, 1983
- Christina's Favorite, 1983
- Christina's Paradise, 1983
- Christina's Confessions, 1983

### Altri libri
- The Playboy Photographer 2, Playboy Press, 1975
- Sexy Ladies, Playboy Press, 1977 (con Helmut Newton, Jeanloup Sieff, Sam Notabartolo, e altri)